# Tadeusz Mikołajek
Tadeusz Mikołajek (ur. 22 października 1927 w Dębicy, zm. 15 marca 2016 we Wrocławiu) – polski prozaik i dziennikarz.

## Życiorys
W 1945 roku ukończył liceum ogólnokształcące we Wrocławiu. Po szkole pracował jako kreślarz, zaopatrzeniowiec, archiwista i robotnik budowlany. W czasie wojny służył w Armii Krajowej. Debiutował w 1954 r. na łamach dodatku do „Gazety Robotniczej” – „Sprawy i Ludzie”. W redakcji czasopisma pracował do czasu wprowadzenia stanu wojennego.
Jego dorobek wiąże się z doświadczeniami partyzanta i żołnierza konspiracji. Ważnym dziełem w jego twórczości jest Tryptyk na śniegu. Powieść ta została nagrodzona na konkursie literackim Wydawnictwa Ministerstwa Obrony Narodowej. W 1962 roku Mikołajek został laureatem nagrody Prasy Wrocławskiej.
W 1968 otrzymał nagrodę miesięcznika „Odra” oraz nagrodę miasta Wrocławia w 1970 roku. Od 1945 roku mieszkał we Wrocławiu.

## Twórczość
- Po deszczu, Wrocław 1960
- Żarówka, Wrocław 1961
- Tryptyk na śniegu, Warszawa 1964 (1965,1975)
- Trójkąt błędów, Wrocław 1967
- Spotkanie nocą, Wrocław 1969
- Żegnajcie chłopcy, Wrocław 1969
- Zamykanie koła, Wrocław 1971
- Ślepe gwiazdy, Wrocław 1976
- Amba, Warszawa 1978
- Mrok, Wrocław 1978
- Inne sny, Wrocław 2007